# Arado Ar 197
El Arado Ar 197 fue un prototipo de biplano de caza, diseñado para operar embarcado en el inacabado Flugzeugträger «A» (portaaviones «A») de la Kriegsmarine , Graf Zeppelin. Sólo fueron construidos tres ejemplares, siendo el proyecto abandonado a favor de los más avanzados Messerschmitt Bf 109T y Me 155.

## Diseño y desarrollo
El Ar 197 tuvo su origen en el requisito para un caza operativo del previsto proyecto (nunca completado) de dos portaaviones alemanes, el Graf Zeppelin y su buque gemelo. 
El Ar 68H había sido la primera aeronave de Arado en tener cabina cerrada plenamente, y fue seleccionado como diseño de base para el Arado Ar 197.
El primer prototipo Ar 197 V1 (D-IISE), tenía una gran similitud con el Ar 68H desarrollado paralelamente, y que fue el primer caza de la compañía Arado que llevó la cabina cerrada. Propulsado por un motor lineal Daimler-Benz DB 600A , que accionaba una hélice tripala, sin embargo, no fue configurado para operaciones navales. 
El Ar 197 V2 fue un segundo prototipo, similar al V1, pero, propulsado por un motor radial BMW 132Dc de 850 PS (838 hp, 625 kW) y provisto de equipo naval, incluyendo un gancho de frenado y bobinas para la catapulta . Ambos prototipos volaron en la primavera de 1937. 
Un tercer prototipo, el Ar 197 V3, terminado en el verano de 1937 y propulsado por un BMW 132De repotenciado de 880 PS (868 hp, 647 kW), estaba armado con dos ametralladoras MG 17 de 7,92 mm en el fuselaje y dos cañones automáticos MG FF de 20 mm debajo del plano superior. El V3 estaba equipado también con soportes donde podía llevar cuatro Sprengbombe Cylindrischs SC50 , bajo las alas y un depósito de combustible auxiliar bajo el fuselaje ventral, o un lanzador de humo.

## Historia operacional
El Ar 197 V3 fue seleccionado para participar en la evaluación llevada a cabo en el Erprobungstelle See de Travemünde, pero no fue seleccionado para la producción. Para cuando el Graf Zeppelin estuviera terminado, biplanos como el Ar 197 habrían sido superados irremediablemente como cazas. En 1939, el Bf 109T, la versión navalizada del Messerschmitt Bf 109 , fue seleccionado como el sucesor del Ar 197, y en 1941, el Me 155 a su vez, como sucesor del Bf 109T.

## Especificaciones técnicas (Ar 197 V3)
Características generales
- Tripulación: 1
- Longitud: 9,20 m
- Envergadura: 11,00 m
- Altura: 3,60 m
- Superficie alar: 27,75 m²
- Peso en vacío: 1840 kg
- Peso máximo:2475 kg

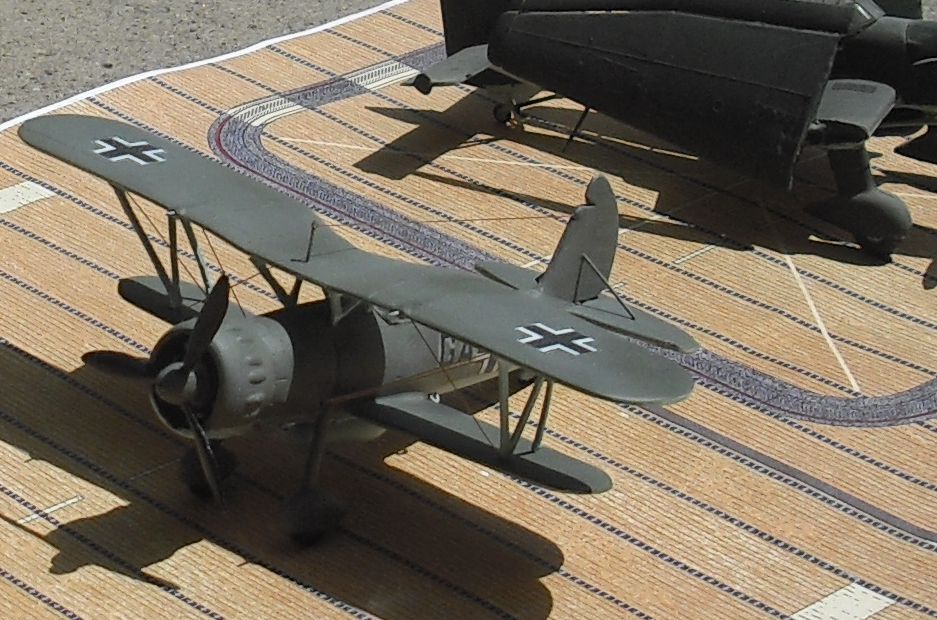
Maqueta de un Ar 197 a bordo del portaaviones Graf Zeppelin.

- Peso máximo al despegue: 2674 kg
- Planta motriz: BMW 132De
- Tipo motor: radial 9 cilindros en estrella refrigerado por aire
- Potencia: 880 PS (868 hp, 647 kW)
- Hélice: metálica tripala con paso fijo

Rendimiento
- Velocidad máxima: 400 km/h a 2500 m
- Velocidad de crucero: 355 km/h a 1500 m
- Alcance: 695 km
- Alcance ampliado:1638 km con depósito de combustible auxiliar
- Techo de vuelo:7990 m
- Tiempo de ascenso: 4000 m en 5 min y 18 s

Armamento
- 2 ametralladoras MG 17 de 7,92 mm ubicadas en el fuselaje
 2 cañones MG FF de 20 mm debajo del ala superior
- 4 bombas SC50 de 50 kg en soportes subalares